# 渡邉和也
渡邉 和也（わたなべ かずや、1988年7月20日 - ）は、宮城県柴田町出身で短距離走が専門の陸上競技選手。400mで45秒71の自己ベストを持つ。2014年世界リレー男子4×400mの日本代表。

## 経歴
宮城県柴田町出身。柴田町立船岡中学校、宮城県柴田高等学校、東北福祉大学卒業、東北福祉大学大学院修了。

### 高校生時代まで
陸上競技は小学4年の時に始め、高校まで走幅跳中心の選手だった。船岡中学校時代にジュニアオリンピックD優勝、全日本中学校選手権9位、国民体育大会少年Bで4位に入り、記録面でも7m05の宮城県中学記録（2003年日本中学ランキング1位）を樹立している。柴田高校時代にはインターハイ走幅跳で9位、4×100mRで8位、国民体育大会少年B走幅跳で3位などの成績を残した。

### 大学生・大学院生時代
東北福祉大学進学後に「走ることのほうが好きだった」と短距離中心の選手になり、2年時に日本学生個人選手権200mで5位。3年になってから始めた400mでは46秒台をマークした。
4年時には日本インカレで400mで初の決勝進出を果たし8位に入賞している。
東北福祉大学大学院では、1年時に日本インカレの200mと400mで決勝進出を果たし、それぞれ8位と4位。10月の国体成年400mでも中野弘幸に次ぐ2位になり、自己ベストも46秒43に伸ばした。 2年時には6月の日本選手権400mに初出場を果たして6位。日本学生個人選手権400mで46秒76の大会新記録を樹立して初の大学日本一に輝くと、関東学連主催のトワイライトゲームス400mで優勝、実業団・学生対抗陸上400mでも実業団選手をおさえて優勝し、9月の日本インカレ400mでは中野弘幸に次ぐ2位で過去最高成績を記録した。10月の国体成年400mでは4位に入賞している。

### 社会人時代
社会人1年目となった2013年からはミズノのチームミズノアスレティックに所属をし、5月の静岡国際400mで45秒71の自己ベストをマークすると、6月の日本選手権400mに2年連続の出場を果たし、石塚祐輔と同着の4位。この結果を受けて7月に行われるアジア選手権の日本代表に選出され、初めて日の丸を背負うことになった。アジア選手権には400mと4×400mリレーに出場し、400mは準決勝で敗退したが、4×400mリレーでは3走を務めて銀メダルを獲得した。初出場となった9月の全日本実業団選手権は400mで石塚祐輔に次ぐ2位。10月の国体成年400mでも石塚祐輔に次ぐ2位で初優勝を逃した。12月には日本陸上競技連盟がリレー種目強化のために発足したナショナルチーム（男子24名、女子14名）の一員に選ばれた。
2014年、2月にアジア室内選手権400mに出場し5位。5月に世界リレー日本代表に選出され、4×400mのアンカーを務めてB決勝2位に貢献した。6月の日本選手権400mでは、この種目で10連覇を達成した金丸祐三に次ぐ2位。この結果を受けて9月のアジア大会日本代表に選出されたが、後に右足の怪我のため出場を辞退した。
2013年シーズンからミズノのチームミズノアスレティックに所属していたが、2015年シーズンよりミズノトラッククラブに昇格した。その後、2016年シーズンをもって退部となった。
2017年10月1日付で東北福祉大学に入職したことを、同日に自身のツイッターで明らかにした。

## 人物・エピソード
- 中学1年の時に、学校の砂場が狭いために走幅跳の練習をしているとよく飛び越えてしまっていた。そのことを顧問が柴田町の町長に伝えたところ、砂場を改修してもらったという[1]。
- 趣味は温泉[1]。よく自身のツイッターで温泉に行った様子を報告している。
- 2016年に入籍し「永浦」姓となった。

## 自己ベスト
記録欄の（　）内の数字は風速（m/s）で、+は追い風を意味する。
| 種目   | 記録          | 年月日        | 場所   | 備考 |      |
| 屋外   | 屋外          | 屋外          | 屋外   | 屋外 | 屋外 |
| ------ | ------------- | ------------- | ------ | ---- | ---- |
| 100m   | 10秒50 (+0.8) | 2015年4月25日 | 利府町 |      |      |
| 200m   | 21秒24 (+0.8) | 2011年9月10日 | 熊本市 |      |      |
| 400m   | 45秒71        | 2013年5月3日  | 袋井市 |      |      |
| 走幅跳 | 7m35 (+0.5)   | 2006年8月4日  | 大阪市 |      |      |
| 室内   |               |               |        |      |      |
| 400m   | 48秒68        | 2014年2月15日 | 杭州市 |      |      |

## 主要大会成績
備考欄の記録は当時のもの

### 国際大会
| 年   | 大会                  | 場所     | 種目    | 結果         | 記録            | 備考       |
| ---- | --------------------- | -------- | ------- | ------------ | --------------- | ---------- |
| 2013 | アジア選手権          | プネー   | 400m    | 準決勝2組7着 | 47秒80          |            |
| 2013 | アジア選手権          | プネー   | 4x400mR | 2位          | 3分04秒46 (3走) |            |
| 2014 | アジア室内選手権 (en) | 杭州市   | 400m    | 5位          | 48秒68          | 自己ベスト |
| 2014 | 世界リレー (en)       | ナッソー | 4x400mR | B決勝2位     | 3分03秒24 (4走) |            |

### 日本選手権
4x400mRは日本選手権リレーの成績
| 年   | 大会       | 場所     | 種目    | 結果       | 記録            | 備考 |
| ---- | ---------- | -------- | ------- | ---------- | --------------- | ---- |
| 2012 | 日本選手権 | 横浜市   | 4x400mR | 予選2組6着 | 3分14秒92 (3走) |      |
| 2012 | 日本選手権 | 大阪市   | 400m    | 6位        | 47秒05          |      |
| 2013 | 日本選手権 | 調布市   | 400m    | 4位        | 46秒33          |      |
| 2014 | 日本選手権 | 福島市   | 400m    | 2位        | 46秒30          |      |
| 2015 | 日本選手権 | 新潟市   | 400m    | 予選3組3着 | 46秒03          |      |
| 2016 | 日本選手権 | 名古屋市 | 400m    | 予選2組4着 | 47秒38          |      |

### その他
| 年       | 大会                   | 場所     | 種目      | 結果         | 記録            | 備考                        |
| 中学生   | 中学生                 | 中学生   | 中学生    | 中学生       | 中学生          | 中学生                      |
| -------- | ---------------------- | -------- | --------- | ------------ | --------------- | --------------------------- |
| 2001     | ジュニアオリンピック   | 横浜市   | 走幅跳    | 優勝         | 6m09            |                             |
| 2002     | ジュニアオリンピック   | 横浜市   | 走幅跳    | 予選B組7位   | 5m89            |                             |
| 2002     | ジュニアオリンピック   | 横浜市   | 4x100mR   | 準決勝3組3着 | 43秒72 (3走)    |                             |
| 2003     | 全日本中学校選手権     | 札幌市   | 走幅跳    | 9位          | 6m57 (+2.5)     |                             |
| 2003     | 国民体育大会           | 袋井市   | 走幅跳    | 4位          | 7m05 (0.0)      | 2003年日本中学ランキング1位 |
| 高校生   |                        |          |           |              |                 |                             |
| 2004     | 国民体育大会           | 熊谷市   | 走幅跳    | 3位          | 7m14 (0.0)      |                             |
| 2004     | 国民体育大会           | 熊谷市   | 4x100mR   | 準決勝棄権   | DNS             | 予選41秒28 (1走)            |
| 2005     | インターハイ           | 千葉市   | 走幅跳    | 予選2組15位  | 6m85            |                             |
| 2005     | インターハイ           | 千葉市   | 4x100mR   | 準決勝1組5着 | 41秒81 (2走)    |                             |
| 2005     | インターハイ           | 千葉市   | 4x400mR   | 予選8組3着   | 3分20秒11 (4走) |                             |
| 2006     | インターハイ           | 大阪市   | 走幅跳    | 9位          | 7m02 (0.0)      |                             |
| 2006     | インターハイ           | 大阪市   | 4x100mR   | 8位          | 41秒46 (2走)    |                             |
| 2006     | インターハイ           | 大阪市   | 4x400mR   | 準決勝2組8着 | 3分20秒07 (4走) |                             |
| 2006     | 国民体育大会           | 神戸市   | 100m      | 予選5組6着   | 10秒91 (+1.9)   |                             |
| 大学生   |                        |          |           |              |                 |                             |
| 2007     | 日本インカレ           | 東京都   | 4x100mR   | 予選3組3着   | 40秒66 (4走)    |                             |
| 2008     | 日本学生個人選手権     | 平塚市   | 200m      | 5位          | 21秒49 (+1.1)   |                             |
| 2009     | 日本学生個人選手権     | 平塚市   | 200m      | 予選6組5着   | 21秒77 (+0.8)   |                             |
| 2009     | 日本インカレ           | 東京都   | 200m      | 準決勝3組5着 | 21秒52 (+0.9)   |                             |
| 2009     | 日本インカレ           | 東京都   | 400m      | 予選1組3着   | 47秒65          |                             |
| 2009     | 日本インカレ           | 東京都   | 4x100mR   | 予選5組4着   | 40秒50 (1走)    |                             |
| 2010     | 静岡国際               | 袋井市   | 400m      | 決勝1組7着   | 47秒83          |                             |
| 2010     | 日本学生個人選手権     | 平塚市   | 200m      | 準決勝2組6着 | 22秒16 (-0.2)   |                             |
| 2010     | 日本インカレ           | 東京都   | 400m      | 8位          | 48秒28          |                             |
| 2010     | 日本インカレ           | 東京都   | 4x100mR   | 予選4組7着   | 41秒37 (1走)    |                             |
| 2010     | 日本インカレ           | 東京都   | 4x400mR   | 予選1組7着   | 3分11秒82 (2走) |                             |
| 大学院生 |                        |          |           |              |                 |                             |
| 2011     | 日本学生個人選手権     | 平塚市   | 400m      | 7位          | 47秒71          |                             |
| 2011     | 日本インカレ           | 熊本市   | 200m      | 8位          | 21秒34 (0.0)    |                             |
| 2011     | 日本インカレ           | 熊本市   | 400m      | 4位          | 46秒85          |                             |
| 2011     | 国民体育大会           | 山口市   | 400m      | 2位          | 46秒43          |                             |
| 2012     | 静岡国際               | 袋井市   | 400m      | 6位          | 46秒81          |                             |
| 2012     | 日本学生個人選手権     | 平塚市   | 400m      | 優勝         | 46秒76          | 大会記録                    |
| 2012     | トワイライト・ゲームス | 東京都   | 400m      | 優勝         | 46秒64          |                             |
| 2012     | 日本インカレ           | 東京都   | 400m      | 2位          | 46秒63          |                             |
| 2012     | 国民体育大会           | 岐阜市   | 400m      | 4位          | 46秒62          |                             |
| 2012     | 実業団学生対抗         | 小田原市 | 400m      | 優勝         | 47秒00          |                             |
| 2012     | 実業団学生対抗         | 小田原市 | メドレーR | 2位          | 1分50秒50 (4走) |                             |
| 社会人   |                        |          |           |              |                 |                             |
| 2013     | 出雲陸上               | 出雲市   | 300m      | 3位          | 33秒61          |                             |
| 2013     | 静岡国際               | 袋井市   | 400m      | 2位          | 45秒71          | 自己ベスト                  |
| 2013     | 東日本実業団選手権     | 那珂市   | 400m      | 4位          | 47秒60          |                             |
| 2013     | トワイライト・ゲームス | 東京都   | 400m      | 5位          | 47秒31          |                             |
| 2013     | 全日本実業団選手権     | 熊谷市   | 200m      | B決勝4位     | 21秒36 (+0.4)   |                             |
| 2013     | 全日本実業団選手権     | 熊谷市   | 400m      | 2位          | 46秒82          |                             |
| 2013     | 国民体育大会           | 調布市   | 400m      | 2位          | 46秒36          |                             |
| 2013     | 国民体育大会           | 調布市   | 4x100mR   | 準決勝2組3着 | 40秒37 (1走)    |                             |
| 2013     | 実業団学生対抗         | 平塚市   | 400m      | 優勝         | 47秒48          | 2連覇                       |
| 2013     | 実業団学生対抗         | 平塚市   | メドレーR | 2位          | 1分52秒42 (4走) |                             |
| 2014     | 出雲陸上               | 出雲市   | 300m      | 決勝2組7着   | 33秒43          |                             |
| 2014     | 静岡国際               | 袋井市   | 400m      | 6位          | 46秒53          |                             |
| 2015     | 織田記念国際           | 広島市   | 400m      | 6位          | 46秒95          |                             |
| 2015     | 静岡国際               | 袋井市   | 400m      | 3位          | 46秒78          |                             |
| 2015     | 全日本実業団選手権     | 岐阜市   | 400m      | 8位          | 54秒72          |                             |
| 2015     | 全日本実業団選手権     | 岐阜市   | 4x100mR   | 2位          | 39秒62 (4走)    |                             |
| 2015     | 全日本実業団選手権     | 岐阜市   | 4x400mR   | 優勝         | 3分07秒36 (1走) |                             |
| 2015     | 国民体育大会           | 和歌山市 | 400m      | 4位          | 47秒17          |                             |
| 2016     | 出雲陸上               | 出雲市   | 300m      | 3位          | 33秒38          |                             |
| 2016     | 静岡国際               | 袋井市   | 400m      | 決勝3組6着   | 47秒08          |                             |
| 2016     | 全日本実業団選手権     | 大阪市   | 400m      | 予選4組2着   | 47秒93          |                             |
| 2016     | 全日本実業団選手権     | 大阪市   | 4x100mR   | 優勝         | 39秒37 (4走)    |                             |
| 2016     | 全日本実業団選手権     | 大阪市   | 4x400mR   | 優勝         | 3分04秒51 (1走) | 大会記録                    |
| 2016     | 国民体育大会           | 北上市   | 400m      | 予選3組7着   | 48秒59          |                             |
| 2016     | 国民体育大会           | 北上市   | 4x100mR   | 予選3組7着   | 41秒79 (1走)    |                             |